# Veltěže
Veltěže település Csehországban, Lounyi járásban. Veltěže Slavětín, Chlumčany, Obora, Toužetín, Vrbno nad Lesy és Blšany u Loun településekkel határos. Lakosainak száma 419 fő (2024. január 1.).

## Népesség
A település lakosságának változását az alábbi diagram mutatja:
| Lakosok száma | 340  | 450  | 586  | 497  | 397  | 406  | 413  | 425  | 424  | 419  |
|               | 1869 | 1900 | 1921 | 1961 | 1980 | 2011 | 2016 | 2019 | 2021 | 2024 |